# Кампанья-Сентрал (микрорегион)

Кампанья-Сентрал на карте.

Кампанья-Сентрал (порт. Microrregião da Campanha Central) — микрорегион в Бразилии, входит в штат Риу-Гранди-ду-Сул. Составная часть мезорегиона Юго-запад штата Риу-Гранди-ду-Сул. 
Население составляет 184 948 человек (на 2010 год). Площадь — 17 290,382 км². Плотность населения — 10,70 чел./км².

## Демография
Согласно сведениям, собранным в ходе переписи 2010 года Национальным институтом географии и статистики, население микрорегиона составляет:
| Полное население                             | Полное население                             | Полное население                             | Полное население                             | 184 948 |
| -------------------------------------------- | -------------------------------------------- | -------------------------------------------- | -------------------------------------------- | ------- |
| в том числе:                                 | Городское население                          | 163 668                                      | Процент городского населения, %              | 88,49   |
|                                              | Сельское население                           | 21 280                                       | Процент сельского населения, %               | 11,51   |
|                                              | Мужское население                            | 89 388                                       | Процент мужского населения, %                | 48,33   |
|                                              | Женское население                            | 95 560                                       | Процент женского населения, %                | 51,67   |
| Плотность населения, чел/км²                 | Плотность населения, чел/км²                 | Плотность населения, чел/км²                 | Плотность населения, чел/км²                 | 10,70   |
| Население микрорегиона в % к населению штата | Население микрорегиона в % к населению штата | Население микрорегиона в % к населению штата | Население микрорегиона в % к населению штата | 1,73    |

## Статистика
- Валовой внутренний продукт на 2003 год составляет 1 358 202 448,00 реалов (данные: Бразильский институт географии и статистики).
- Валовой внутренний продукт на душу населения на 2003 год составляет 6780,64 реалов (данные: Бразильский институт географии и статистики).
- Индекс развития человеческого потенциала на 2000 год составляет 0,780 (данные: Программа развития ООН).

## Состав микрорегиона
В составе микрорегиона включены следующие муниципалитеты:
- Розариу-ду-Сул
- Санта-Маргарида-ду-Сул
- Сантана-ду-Ливраменту
- Сан-Габриел